# Anthrenoides petuniae
Anthrenoides petuniae är en biart som beskrevs av Urban 2005. Anthrenoides petuniae ingår i släktet Anthrenoides och familjen grävbin. Inga underarter finns listade i Catalogue of Life.